# Alianza Europea para la Libertad y la Democracia
La Alianza Europea para la Libertad y la Democracia (AELD, francés: Alliance européenne pour la liberté et la démocratie; Alemán: Europäische Allianz für Freiheit und Demokratie) fue un partido político europeo fundado en el verano de 2020 por los eurodiputados no inscritos Mislav Kolakušić y Dorien Rookmaker.
Según la EAFD, su política se basa en los siguientes principios: el estado de derecho y la lucha contra la corrupción tanto a nivel de la UE como a nivel de sus Estados miembros, la libertad de pensamiento y expresión así como la igualdad entre los ciudadanos y entre los Estados miembros de la UE.
La solicitud de inscripción de la EAFD en el registro de la autoridad competente para los partidos políticos europeos y las fundaciones políticas europeas fue rechazada el 1 de octubre de 2020. Esto se justificó por el hecho de que los partidos miembros de la EAFD no están representados en una cuarta parte de los Estados miembros. en un parlamento.
Después de que se unieran otros partidos, en particular el croata Živi zid y el polaco Kukiz'15, el partido presentó una nueva solicitud de registro en el verano de 2021.

## Miembros
| País         | Partido                                                                 | Abreviación                      | Diputados del Parlamento Europeo | Parlamentos Nacionales | Parlamentos Regionales |
| ------------ | ----------------------------------------------------------------------- | -------------------------------- | -------------------------------- | ---------------------- | ---------------------- |
| Austria      | Equipo Carintia Team Kärnten                                            | TK                               | 0/19                             | 0/1830/62              | 3/440                  |
| Croacia      | Escudo Humano Živi zid                                                  | ŽZ                               | 1/12                             | 0/151                  |                        |
| Croacia      | Miembro directo Mislav Kolakušić                                        | Miembro directo Mislav Kolakušić | 1/12                             |                        |                        |
| Chipre       | Movimiento Solidaridad Κίνημα Αλληλεγγύη                                | KA                               | 0/6                              | 0/56                   | 12/478                 |
| Grecia       | Partido Agrícola Ganadero de Grecia Αγροτικό Κτηνοτροφικό Κόμμα Ελλάδας | AKKEL                            | 0/21                             | 0/300                  |                        |
| Italia       | Partido Animalista Italiano Partito Animalista Italiano                 | PAI                              | 0/76                             | 0/3150/630             | 1/878                  |
| Países Bajos | Más Democracia Directa Meer Directe Democratie                          | MDD                              | 1/29                             | 0/750/150              |                        |
| Polonia      | Kukiz'15                                                                | K'15                             | 0/52                             | 0/1004/460             |                        |
| Eslovaquia   | PATRIOTA Eslovaco Slovenský PATRIOTA                                    | PATRIOTA                         | 1/14                             | 0/150                  |                        |

### Miembros observadores
| País   | Partido                                                       | Abreviación | Diputados del Parlamento Europeo | Parlamentos Nacionales | Parlamentos Regionales |
| ------ | ------------------------------------------------------------- | ----------- | -------------------------------- | ---------------------- | ---------------------- |
| Suecia | Partido de la sanidad en Värmland Sjukvårdspartiet i Värmland | SiV         | 0/21                             | 0/349                  | 6/598                  |
| Suecia | Partido de seguridad Trygghetspartiet                         | TP          | 0/21                             | 0/349                  |                        |

### Miembros anteriores
- Italia 10 Veces Mejor
- Portugal Juntos por el Pueblo

## Liderazgo
- Presidente: Mislav Kolakušić[5]
- Vicepresidente y Tesorero: Dorien Rookmaker[5]